# Pont de la Seudre
Le pont de la Seudre, parfois également nommé Viaduc de la Seudre, est un ouvrage d'art construit entre 1971 et 1972, afin de faciliter les liaisons entre la presqu'île d'Arvert, le bassin ostréicole de Marennes-Oléron et l'île d'Oléron. Il est emprunté par la Route départementale 728 E.
Reliant la ville de La Tremblade à celle de Marennes, il traverse la Seudre, près de son embouchure. 

## Caractéristiques Techniques
- Constructeur : Société Campenon-Bernard.

- Longueur totale : 1024 m.

- Longueur des travées : 44 m - 11x79 m - 44 m.

- Nombres de travées : 13.

- Hauteur sous la travée principale :  Passe navigable : 20 m au dessus de l'eau.

- Tablier hauteurs variables des voussoirs: de 2,50 à 4,50 m.

- Largeur totale : 10,80 m.

- Tablier posé en encorbellement : 12 fléaux de 79 m en câbles de Précontrainte provisoire.

- Poutre de lancement de 112 m de long pour la pose des voussoirs préfabriqués.

## Galerie

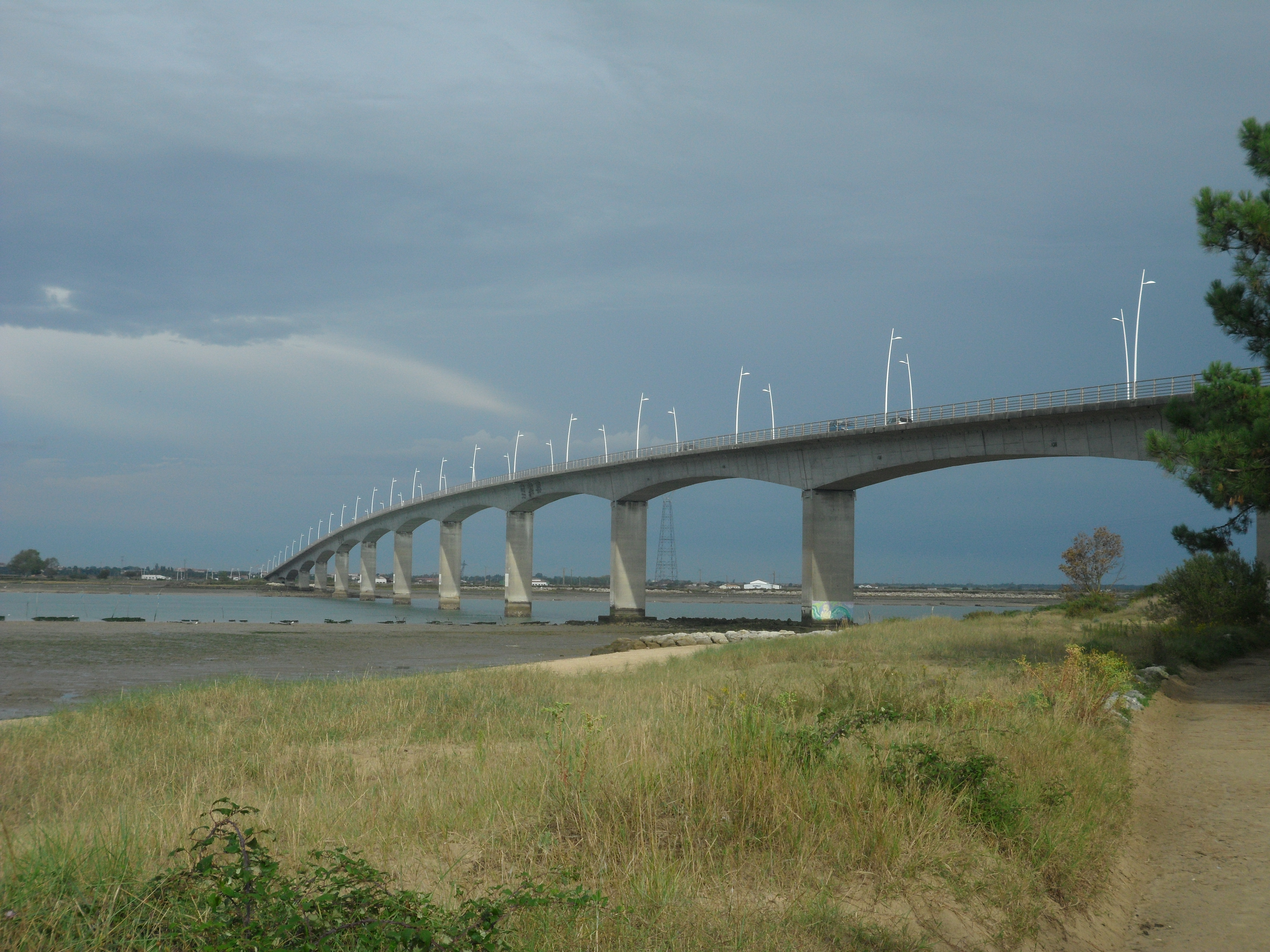
L'ouvrage vu en 2013 depuis une rive.
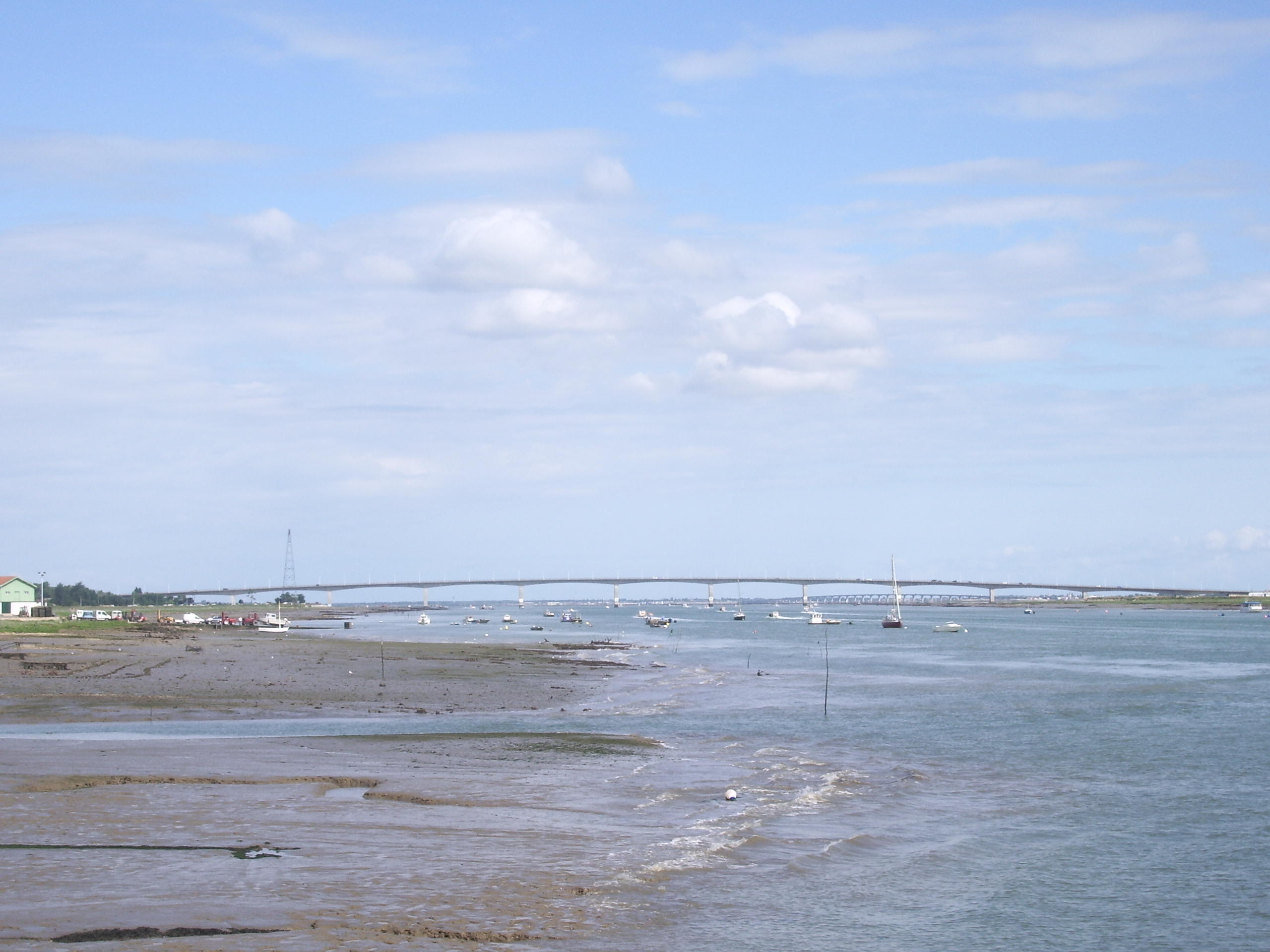
Le pont vu au loin depuis le port de La Grève à La Tremblade.